# Маттерозеро
Маттерозеро — озеро в России, располагается на территории Бабаевского района Вологодской области.
Площадь водной поверхности озера равняется 1,12 км². Уровень уреза воды находится на высоте 150 м над уровнем моря.
Код объекта в государственном водном реестре — 08010200311110000004899.